# Піросома атлантична
Піросома атлантична (Pyrosoma atlanticum) — пелагічний вид морських колоніальних покривників класу сальп (Thaliacea), що трапляється в помірних водах по всьому світі.

## Поширення
P. atlanticum зустрічається в помірних водах Світового океану між 50° пн. ш. і 50° пд. ш. Найпоширеніший на глибинах нижче 250 м і дуже зрідка його можна спостерігати на поверхні моря. Колонії пелагічні і рухаються через товщу води. Вони здійснюють добову міграцію, піднімаючись ближче до поверхні ввечері і спускаючись до дна біля світанку. Великі колонії можуть підніматися на вертикальну відстань до 760 м щодня, натомість невеликі колонії завдовжки у кілька міліметрів можуть долати вертикальні відстані до 90 м.

## Опис
Колонія Pyrosoma atlanticum має форму циліндра, який може досягати до 60 см завдовжки, при ширині від 4 до 6 см. Зооїди надають колонії блідо-рожевий, жовтуватий або блакитний колір. Один кінець трубки вужчий і закритий з одного боку, а інший відкритий і закінчується міцною діафрагмою. Зовнішня поверхня (туніка) желатинізована, напівпрозора, складається з щільного кутикулярного шару, організованого навколо волокнистої тунічної матриці, яка зміцнює її (мікрофібрили целюлози, як у асцидій, що свідчить про їхнього спільного предка). Туніка має ямочки з тупими відростками, спрямованими назад.
Окремі зооїди сягають завдовжки до 8,5 мм і мають широкий округлий зябровий мішок із зябровими щілинами. Уздовж бранхіального мішка проходить ендостиль, який виробляє слизові фільтри. Вода проходить через центр циліндра і викидається з нього через зябра колонії ритмічною пульсацією війок кожної особини. Під час цього процесу фільтрами слизової оболонки захоплюються планктон і різні органічні частинки. Це також дозволяє колонії просуватися через воду. P. atlanticum є біолюмінесцентним і може генерувати блискуче синьо-зелене світло при стимуляції.